# TV5 Monde
A TV5 Monde (feliratban: TV5MONDE) egy francia nyelvű frankofón közszolgálati televíziós csatorna, amely a világ frankofón országainak készít és közvetít műsorokat. A csatorna székhelye Párizs, a televízió társaság tulajdonosai, francia, svájci, belga és kanadai közmédiumok. A kanadai Québecben található francia nyelvű televízió is.

## Története

### Kezdetek
1984. január 2-án hozták létre a csatornát a Francia Külügyminisztérium javaslatára, aminek a felügyeletét 5 francia közszolgálati televízió látta el: az akkor még közszolgálati, azóta kereskedelmi TF1, az Antenne 2, az FR3, a svájci TSR és a belga RTBF. A csatorna neve, ennek az 5 televízió közös munkájának az eredményét szimbolizálja. Az adás eleinte napi 3 órás volt, Franciaországban pedig kábeltelevízióként volt elérhető a műsora.
1986-ban a CTQC (Consortium de Télévision Québec-Canada) québeci francia televízió is tulajdonrészt kapott a csatornában, ezzel egy időben privatizálták a TF1-t, aminek műsorait a TV5 még 1995-ig átvette. 1991-ben a csatorna hétköznapi műsorideje már 14, a hétvégi 18 órás lett.
1992-ben a csatorna terjeszkedett: elindította Afrika frankofón országaiban a TV5 Afrique és a Karib-térségben és Dél-Amerikában a TV5 Amérique Latine regionális csatornákat. 1993-ban a nap 24 órájában sugároz a csatorna, 1995-ben elindul a csatorna internetes oldala.
1996-ban elindult a TV5 Asie, ázsiai regionális műsorok csatornáját, aminek központja Bangkokban nyílt meg. Ezt követően az Arab-országokat lefedve létrehozták 1998-ban a TV5 Orient csatornát.

### A TV5 reformja
A sok különböző regionális csatorna működtetése időközben nehézkessé vált, ezért a helyzetre egy új megoldást kellett találni. 2000-ben egy konferencián döntöttek arról, hogy a TV5 szerkezetét teljesen megváltoztatják: a regionális csatornák vezetését Párizsból fogják irányítani, a TV5 Europe európai adásokat sugárzó csatorna lesz a többi csatorna irányítója, és így fog létrejönni a TV5 Monde. Ugyanakkor az amerikai és latin-amerikai regionális csatornákat Québecből irányítják a TV5 Québec Canada néven.
2002-ben Jacques Chirac Franciaország elnöke jóváhagyott egy olyan projektet, amivel egy francia nyelvű nemzetközi hírcsatornát akartak létrehozni. Egy csatornát amely színvonalában a CNN, BBC World News és az Al-Jazeera hírtelevíziókét célozza meg. Eleinte felvetették, hogy nemzetközi tapasztalatai miatt a TV5 Monde, más közszolgálati televíziók (France Télévisions, RFI, RFO, Arte, AFP, Euronews) és a kereskedelmi (TF1 vagy a Canal+) alkalmas lenne a célra. A kormány végül úgy döntött hogy fele-fele arányban a közszolgálati France Télévisions és a kereskedelmi TF1 közös felügyelete alatt létrehozták a France 24 hírcsatornát, aminek adása 2006. december 6-án kezdődött meg.
2007. november 30-án Nicolas Sarkozy Franciaország elnöke javaslatot tett, hogy a TV5 Monde, France 24 és az RFI számára egy közös holdingot hozzanak létre.
2012-ben elindult a TV5 Monde fiataloknak szóló csatornája, a TiVi5Monde.

## Vezetése
2008 áprilisa a TV5 Monde vezetése a vezérigazgatónak, az Igazgatótanács elnökének és a műsorokért felelős bizottság elnökének a közös munkáján alapul.

### Vezérigazgatók
- Marie-Christine Saragosse : 2008-2012
- Yves Bigot : 2012 óta

### Igazgatótanács
Az Igazgatótanács tagjai a csatorna részvényesei közül kerülnek ki, ezenkívül egy tag a CIRTEF (Francia nemzetközi rádiós és televíziós műsorok tanácsa) képviseletében egy másik tag TV5 Québec Canada csatorna képviseletében jelenik meg. Az Igazgatótanács felterjeszti a csatorna elő-költségvetését és a stratégiai tervet, amit a minisztériumok konferenciája hagy jóvá.
Az Igazgatótanács személye egyben 2008 óta a TV5 Monde mindenkori vezérigazgatója.

### Minisztériumok Konferenciája
A minisztériumok konferenciája a francia, belga, svájci és kanadai kormány részvényeseiből áll, akik jóváhagyják a csatorna költségvetését.

### Műsor bizottság
A műsor bizottság az alábbi közmédiumok igazgatóiból áll: Québec Canada, France Télévisions, Arte France, RTBF, RTS, Radio-Canada, Télé-Québec és a CIRTEF szervezet igazgatója. Végrehajtják az Igazgatótanács és a Minisztériumok Konferenciája által közösen jóváhagyott stratégiai tervet, emellett az előbb említett médiumok közösen delegálják a TV5 Monde program igazgatóját.

## Érdekességek
- 207 millió háztartásban elérhető és 55 millió nézője van világszerte
- 9 nyelven feliratozzák műsoraikat: (angol, német, arab, spanyol, holland, portugál, román, orosz és francia nyelven)
- Miután megjelent a UPC kínálatában az Echo TV, az került a helyére.